# 天安 (北魏)
天安（466年正月-467年八月）是北魏的君主献文帝拓跋弘的第一个年号，共计年餘。

## 出生
北魏孝文帝元宏（467年—499年），本姓“拓跋”，是北魏献文帝拓跋弘的长子，北魏第七位皇帝（471年—499年在位），後改姓「元」，在位29年，享年33岁，謚孝文皇帝。

## 纪年
| 天安 | 元年  | 二年  |
| ---- | ----- | ----- |
| 公元 | 466年 | 467年 |
| 干支 | 丙午  | 丁未  |

## 参看
- 中国年号索引
  - 其他使用天安年号的政权
- 同期存在的其他政权年号
  - 泰始（465年十二月—471年十二月）：南朝宋宋明帝刘彧的年号
  - 義嘉（466年正月—八月）：南朝宋晉安王刘子勛的年号
  - 永康（464年-484年）：柔然政权受罗部真可汗予成年号